# Kinsarvik
Kinsarvik is een plaats in de Noorse gemeente Ullensvang, provincie Vestland. Kinsarvik telt 453 inwoners (2007) en heeft een oppervlakte van 0,71 km². Tussen 1913 en 1964 was Kinsarvik een zelfstandige gemeente in Hordaland.
Kinsarvik ligt aan het Sørfjord, een zijarm van het Hardangerfjord. Er is een ferryverbinding met Utne.

## Kerk van Kinsarvik

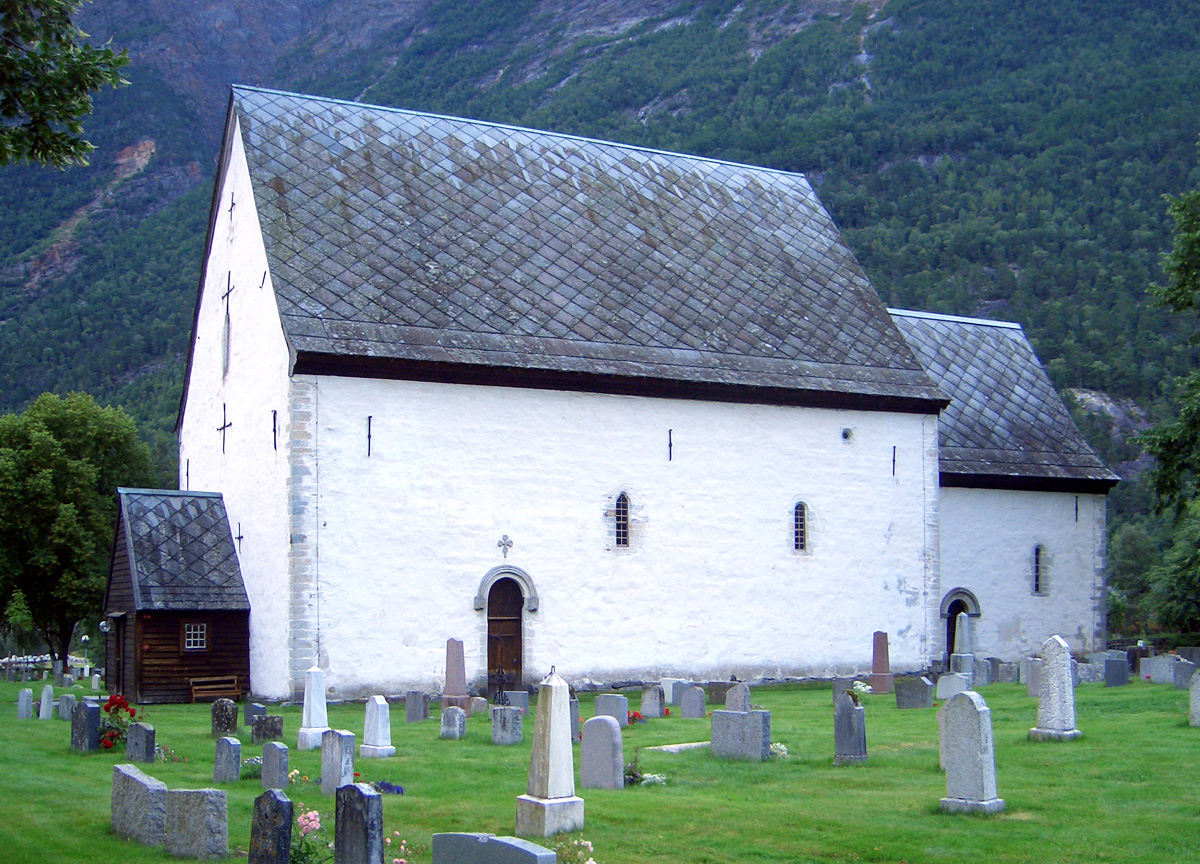
De kerk van Kinsarvik

De kerk van Kinsarvik dateert van 1160 en is daarmee een van de oudste stenen kerken in Noorwegen. De kerk deed eeuwen geleden niet alleen dienst als gebouw voor de plaatselijke gelovigen, ook de markt werd er gehouden en het was de zetel van de magistratuur. In de winter werden er bovendien de masten en de zeilen van de schepen opgeborgen. Tijdens de Reformatie werd de kerk sterk versoberd. Alle decoratieve elementen werden witgekalkt. In 1961 is de kerk gerestaureerd. De kerk heeft nu weer zijn oorspronkelijke katholieke uitstraling. Bezienswaardig is een fresco van de aartsengel Gabriël.